# Verdedigingswerken van Sint-Gillis-bij-Dendermonde
De Verdedigingswerken van Sint-Gillis-bij-Dendermonde bestonden uit een drietal forten in de tot de Oost-Vlaamse gemeente Dendermonde behorende plaats Sint-Gillis-bij-Dendermonde.

## Geschiedenis
Het belang van Dendermonde als vestingstad werd in de tweede helft van de 19e eeuw allengs minder. De verdedigingswerken van Dendermonde werden niet meer aangepast aan de modernere oorlogsvoering.
Wel werd, na 1876, begonnen met de aanleg van een  drietal batterijen die ruim voor de stad Dendermonde waren gelegen, op het grondgebied van Sint-Gillis-bij-Dendermonde. Deze lagen geïsoleerd van elkaar en gericht naar de frontzijde.
Van deze batterijen is Batterij 1 verdwenen: deze was gelegen waar zich tegenwoordig het bedrijventerrein Hoogveld bevindt. Batterij 2 (aan de Winningstraat 50) en Batterij 3 (aan de Fortstraat 111-112) bleven behouden. Ze werden gebouwd in 1880 respectievelijk 1886.
De batterijen hebben een omwalling en een gracht in de vorm van een halve cirkel. Het met aarde bedekte bakstenen hoofdgebouw bevindt zich op een eilandje te midden van de gracht. Het heeft een T-vormige plattegrond. Het is symmetrisch gebouwd rond een centrale gang, de poterne en dwars daarop een onderaardse dwarsgang.